# Sd.Kfz. 231
A Schwerer Panzerspähwagen Sd.Kfz. 231 (és 232-es rádiós változat) német páncélozott gumikerekes felderítő jármű volt, amelyet 6 és 8 kerekes változatban gyártottak a második világháború előtt és alatt.

## Története
Az Sd.Kfz. 231-est a németek versailles-i békeszerződés kijátszására a Szovjetunióban, a kazanyi gyakorló központban fejlesztették ki. Az első német páncélgépkocsi német tervek alapján. A sikeres próbák után a gyártást 1932-ben kezdték el. A páncélgépkocsi egy módosított 6×4-es hajtásképletű teherautó-alvázon alapult, amelyet páncélozott felépítménnyel és toronnyal láttak el. A toronyban egy 2 cm KwK 30 L/55 gépágyú és Maschinengewehr 13 géppuska volt. A járművet úgy alakították ki, hogy szükség esetén második vezetőpozícióból könnyen megfordulás nélkül tolathasson, így lehetővé vált a gyors menekülés a veszélyes helyzetekből. Azonban hamar kiderült a típus hibája páncélozott felépítmény azonban túl nehéznek bizonyult az alvázhoz képest, ennek következménye szerény terepjáró képesség lett. A típus jól bevált Csehszlovákia műúton történő inváziójánál, de az 1939–1940-es lengyelországi és franciaországi hadjáratban már inkább csak propagandaértékkel bírt a jelenléte. Annak ellenére, hogy 1937-től kezdték lecserélni őket, még a Barbarossa hadműveletben is részt vettek a felderítő egységeknél. Később kivonták őket a frontszolgálatból és korszerűbb Sd.Kfz. 234 páncélgépkocsikkal helyettesítették őket. A megmaradt példányokat partizánvadász és kiképzési célokra használták. Ezt a típust 1932-től 1935-ig gyártották, közel 1000 darab készült belőle. A legénységet parancsnok, irányzó, vezető és rádiós képezte. Az Sd.Kfz. 231 legnagyobb érdeme azonban az volt, hogy az 1930-as évek közepén a német hadsereg újrafelfegyverzésekor kiképző járműként fontos szolgálatot tett. 1942-től kezdve fokozatosan kivonták őket a frontvonalból elégtelen teljesítményük miatt továbbiakban rendfenntartói és partizánvadász egységekben használták őket.

## Technika
Az első Schwerer Panzerspähwagenek polgári teherautók alvázaira (Daimler-Benz G 3 a / P 1930 és 1934 között, Magirus MP 206 1934 és 1936 között, Büssing-NAG G 31 P 1933 és 1935 között) épültek, amelyekre páncélozott felépítmény került felszerelésre. A jármű a korszerű felépítésű teherautók klasszikus stílusa volt, három merev tengely az alvázhoz erősítve rugófelfüggesztésekkel. Csak a két hátsó tengely volt meghajtott. A páncélzat elöl enyhén ferde 14,5 mm-es, oldalt és hátul 8 mm-es, tetején 6 mm-es, alul 5 mm-es volt ami csak géppuskák és repeszgránátok ellen nyújtott védelmet a személyzetnek. 1940 közepétől a jobb védelem érdekében 10 mm vastag páncélozott pajzsot erősítettek a testhez. 1942-től az első páncélt 30 mm-re növelték és lecserélték a főfegyverét 2 cm-es KwK 38-ra. A gépágyúhoz 180 darab lőszert míg a MG 34-es géppuskához 2100 lőszert tudott magával vinni. A meghajtásról A Büssing verzióban egy nyolchengeres 7,9 literes és 155 lóerős Büssing-NAG L 8 V motor gondoskodott amellyel 90 km/h végsebességet tudott elérni a jármű, később erősebb 8,4 literes 180 lóerős motorral szerelték ami 100 km/h sebességet tett lehetővé. Az üzemanyag-kapacitás 90 literes volt, a fogyasztás kb. 35 l/100 km. A Magirus modellnél egy hathengeres S 88-as motor szereltek, amellyel az autó elérte a 62 km/h sebességet. A 6 tonnás jármű kb. 40 l/100 km-t fogyasztott, ezért az üzemanyag-ellátás megnövekedett 110 literre. Daimler-Benz verzió egy 68 lóerős M 09 hathengeres motort kapott 105 l üzemanyag-kapacitással ami 300 km-es távolsághoz volt elegendő. Ezeket a verziókat 1930 és 1936 között gyártották, majd 1937-től fokozatosan 8 kerekes összkerékmeghajtású (8-rad) járművekre cserélték, amelyeket minden fronton bevetettek. Páncélzatuk és fegyverzetük megegyezett a hat kerekes változattal. 1944 közepén jelent meg a német felderítő járművek utolsó fejlesztése az Sd.Kfz. 234 , egyszerűbb kialakítással, erősebb fegyverzettel és nagyobb kapacitással, megtartva a két vezető helyét.

## Műszaki adatok (6 × 4)
- Fegyverzet: elsődleges: 2 cm KwK 30
- Fegyverzet: másodlagos: 7,92 mm MG 34
- Páncél min./ max.: 8 / 14,5 mm
- Legénység: 4 fő
- Legnagyobb sebesség: 70 km/h
- Motor teljesítmény: 65 LE
- Jármű súlya: 5 t
- Teljes méretek: 5570 × 1820 × 2250 mm

## Műszaki adatok (8 × 8)
- Fegyverzet: elsődleges: 2 cm KwK 38
- Fegyverzet: másodlagos: 7,92 mm MG 34
- Páncél min./ max.: 5/18 mm
- Legénység: 4 fő
- Legnagyobb sebesség: 85 km/h
- Motor teljesítmény: 155 LE, később 180 LE
- Jármű tömege: 7,55–7,7 t
- Teljes méretek: 5850 × 2200 × 2340 mm

## Galéria

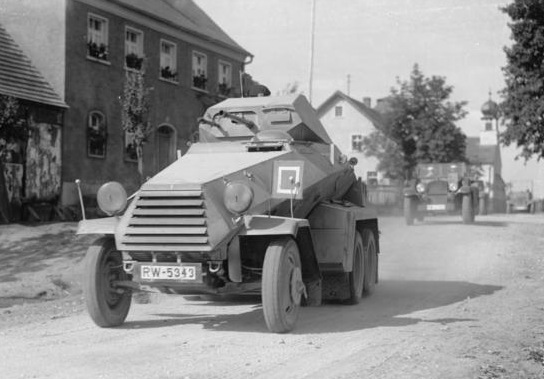
A Wehrmacht IX. Hadsereg nehéz páncélozott felderítő harcjárműve (Sd.Kfz. 231) a bajor Dürnast településen 1935-ben
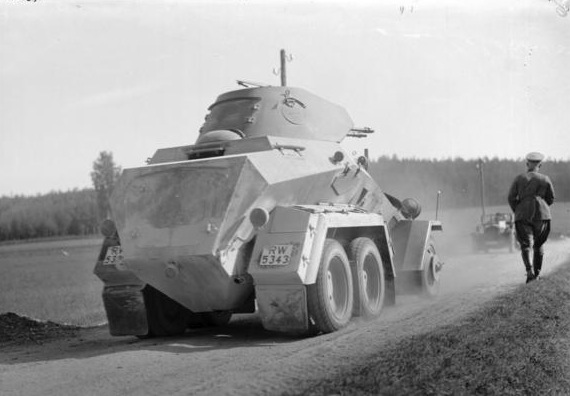
Sd. kfz. 231 páncélkocsi Bajorországban
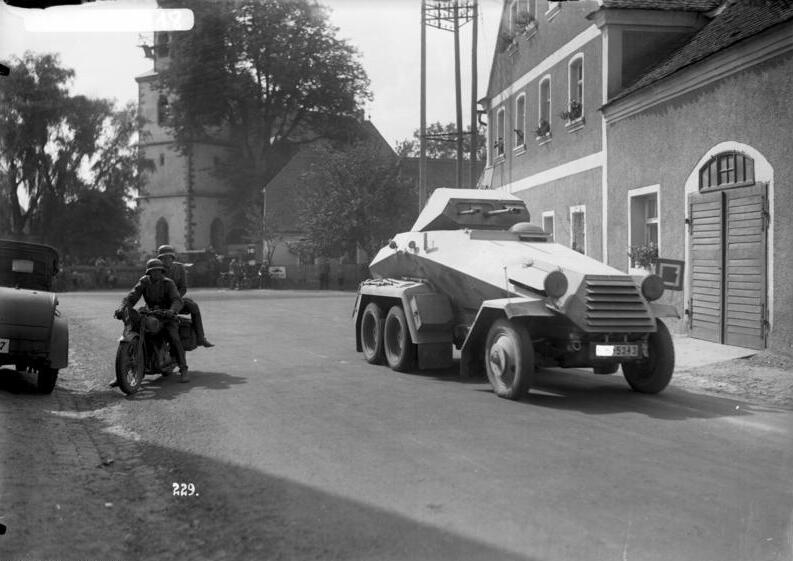
A IX. Hadsereg nehéz páncélkocsija a bajor Mantel faluban 1935-ben
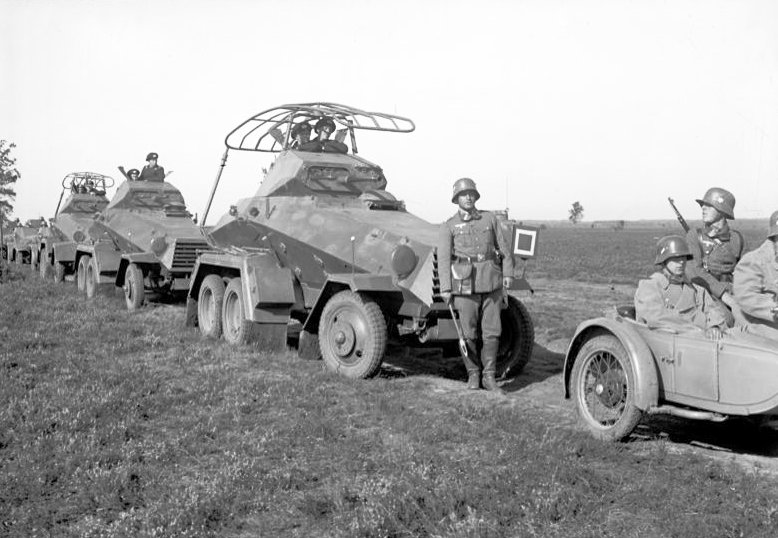
A német VI. Hadsereg nehéz páncélkocsijai a Lüneburg-hegységben elöl egy Sd.Kfz. 232, mögötte egy Sd.Kfz. 231-es látható 1935 szeptemberében
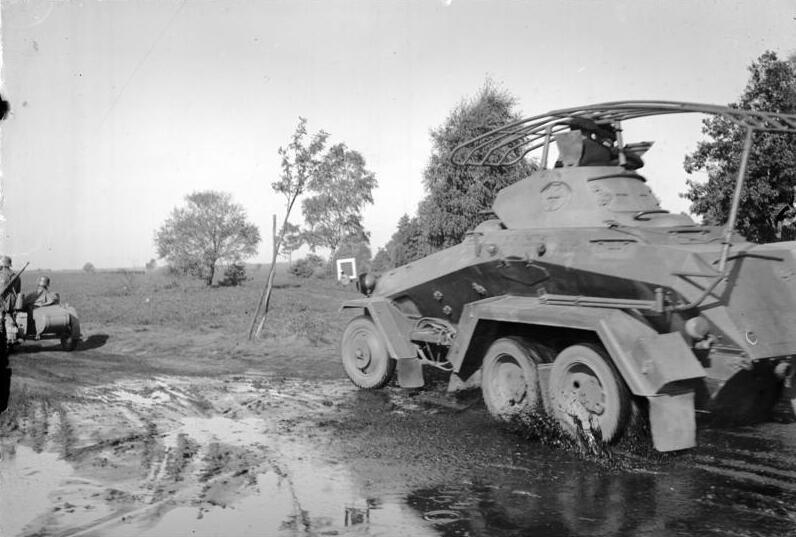
A VI. Hadsereg Sd. Kfz. 232 páncélkocsija a Lüneburg-hegységben 1935-ben
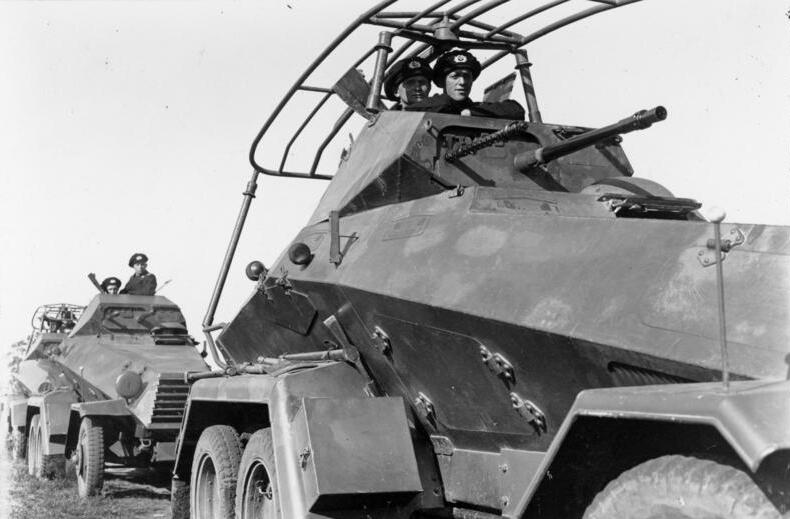
A német VI. Hadsereg nehéz páncélkocsijai a Lüneburg-hegységben elöl egy Sd.Kfz. 232, mögötte egy Sd.Kfz. 231-es látható 1935 őszén
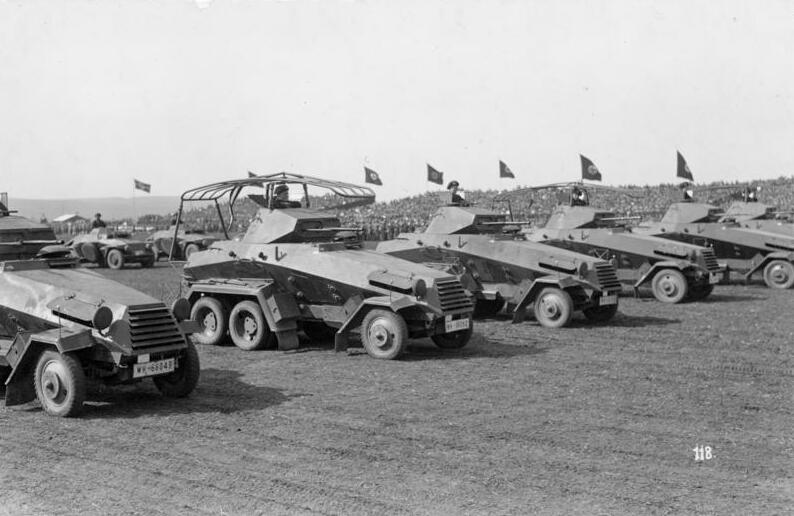
Sd.Kfz. 231 páncélozott felderítő harckocsik és Sd.Kfz. 232 páncélozott rádiós harckocsik Fritzlarban egy felvonuláson 1936-ban
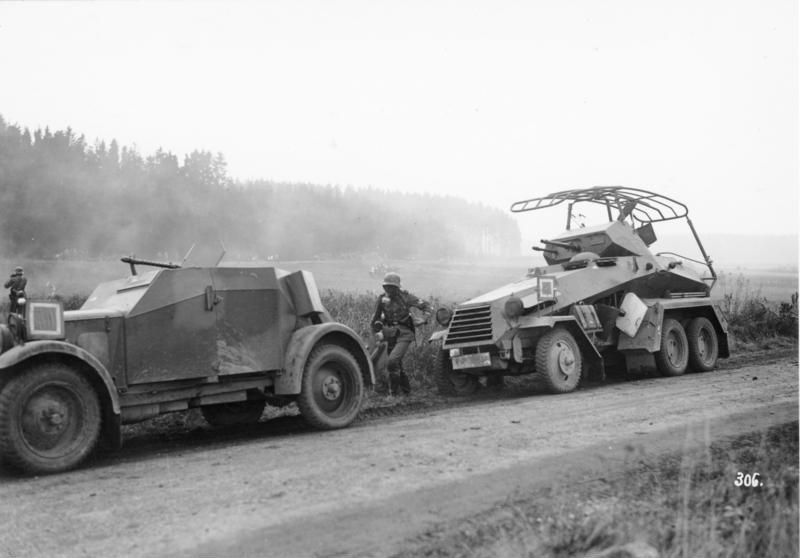
Páncélozott könnyű felderítő jármű (Sd.Kfz. 13) és nehéz páncélozott rádióautó (Sd.Kfz. 231)Nagy őszi hadgyakorlat közben, 1936